# Кошка-Явр
Кошка-Явр (Титовка) — недействующий аэродром военно-морской авиации СССР и ВМФ России в Мурманской области, Россия. Бывший оперативный аэродром 5-й Киркенесской Краснознамённой морской ракетоносной авиационной дивизии Северного флота. В непосредственной близости от аэродрома протекает река Титовка и расположена одноимённая железнодорожная станция.

## Сведения
- Наименование: Кошка-Явр (Титовка), англ. Koshka-Yavr (Titovka)
- Индекс ЬЛМЫ / XLMY
- Позывной Старт 124.0 МГц «Ровный»
- ВПП 01/19
- Ширина — 47 м
- Длина — 3000 м
- Курс магнитный 005°/185°
- Курс истинный 019°/199°
- Порог 1 N69.23833° E031.18378°
- Порог 2 N69.26372° E031.20900°
- Покрытие — Твёрдое (бетон, плиты ПАГ)
- Освещение — Нет
- Состояние — заброшен

## История
Дата постройки аэродрома неизвестна.
Аэродром предназначался для временного размещения на нём до полка тяжёлых самолётов типа Ту-16 или Ту-22М в угрожаемый период, либо в случае боевых действий. Для поддержания функционирования аэродрома на северо-восточной окраине лётного поля размещалась воинская часть обеспечения (с большой долей вероятности — авиационная комендатура). Расформирована ориентировочно в конце 80-х годов, аэродром брошен, все помещения порушены, людей нет.